# Łódź (jednostka pływająca)

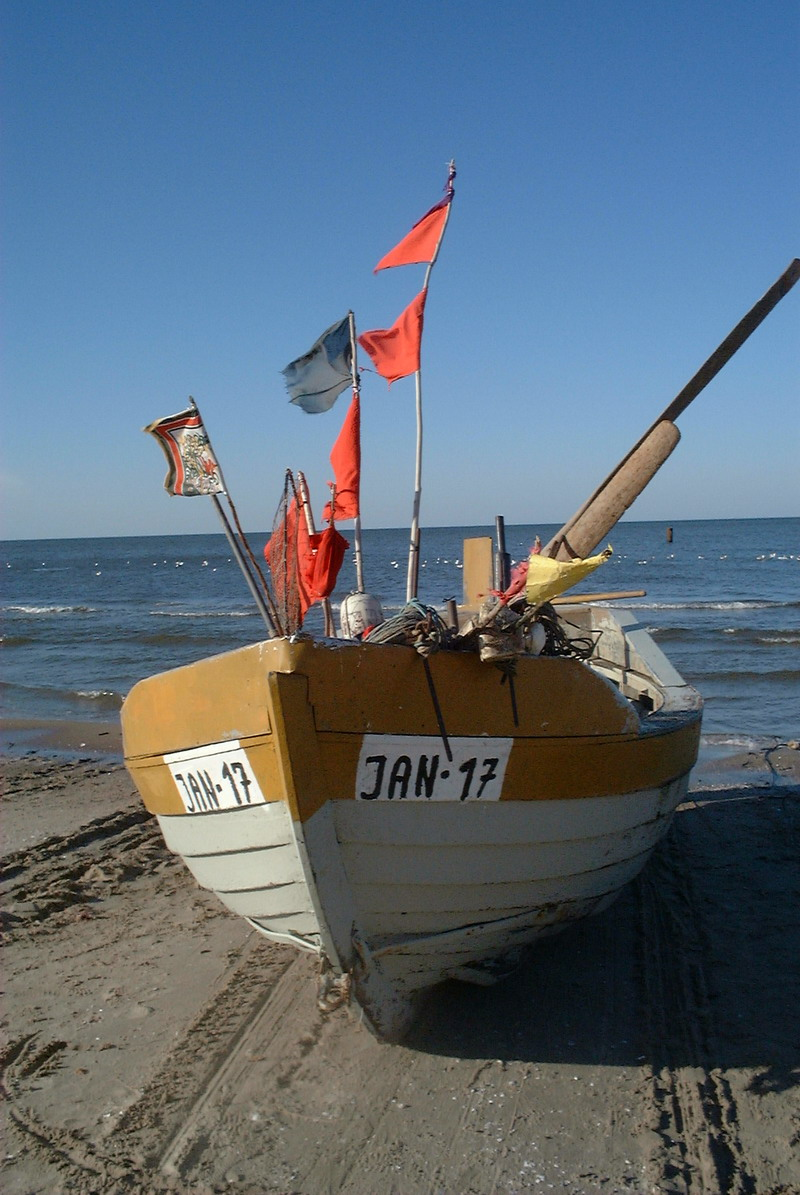
Łódź rybacka na plaży w Jantarze

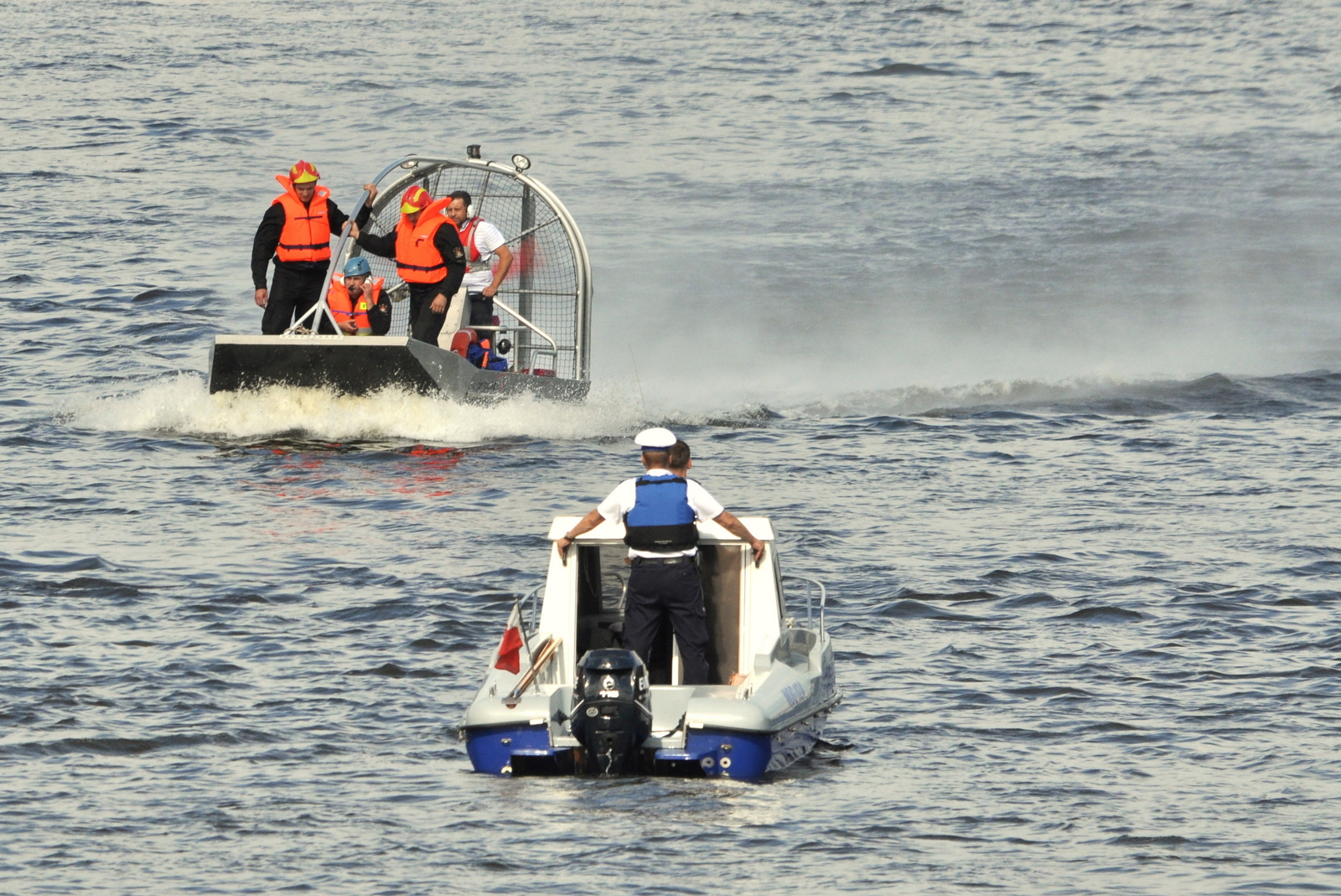
Łódź ratownicza napędzana śmigłem pchającym (airboat)

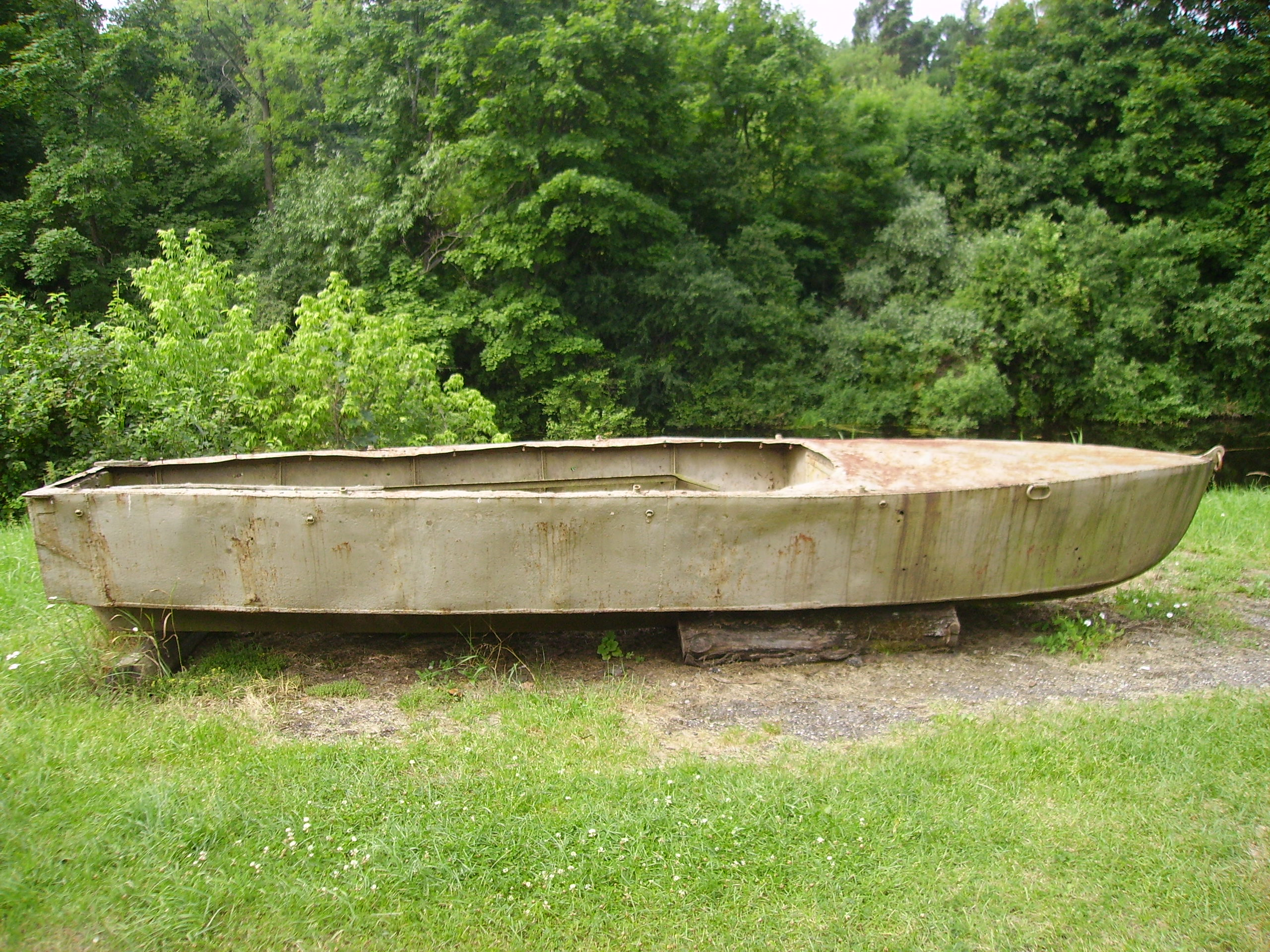
Metalowa łódź desantowa w Muzeum Twierdzy Osowiec

Łódź – mała jednostka pływająca (statek wodny), zwykle odkrytopokładowa, używana na akwenach śródlądowych i morskich. Pierwsze łodzie wiosłowe były wydrążonymi kłodami drewna. Łódź ze skór budowano pokrywając skórami zwierzęcymi drewniany szkielet łódki. Kajaki indiańskie mają poszycie chroniące przed wodą zrobione ze skór fok. Indianie amerykańscy robili canoe z kory. Canoe różnią się od innych łódek wagą, gdyż są lekkie i można je przenosić lądem. W obecnych czasach do budowy canoe używa się innych (w większości sztucznych) materiałów, lecz kształt współczesnych kajaków pochodzi od dawnych indiańskich canoe budowanych z kory.
Rodzaje napędu:
- wiosłowy – często za pośrednictwem umieszczonych symetrycznie po obu burtach dulek lub z ręki. Na niektórych łodziach można wiosłować pojedynczym wiosłem, o ile jednostka jest wyposażona w uchwyt do wiosła na rufie. Jest to tzw. wiosłowanie na śrubkę.
- żaglowy;
- mechaniczny – z silnikiem spalinowym zaburtowym lub zabudowanym na stałe, czasem z silnikiem elektrycznym.

Często występuje kombinacja kilku napędów np. żaglowego i wiosłowego.
Podział łodzi ze względu na zastosowanie:
- łódź ratunkowa (okrętowa, szalupa),
- łódź ratownicza (brzegowa, morska),
- łódź robocza,
- łódź rybacka,
- łódź saperska (rozpoznawcza lub desantowa),
- łódź rekreacyjna (turystyczna lub wędkarska),
- łódź wioślarska (łódź sportowa stosowana w wyścigach wioślarskich).

Inne:
- okręt podwodny, najpewniej pod wpływem języka niemieckiego (U-boot), a także rosyjskiego (подво́дная ло́дка), często zwane są łodziami podwodnymi,
- łódź podwodna – jako określenie dla małych jednostek pływających, nie należących do sił zbrojnych danego państwa, zwykle nieuzbrojonych,
- łódź latająca – rodzaj wodnosamolotu (hydroplanu).

Sztuka budowy łodzi nazywa się szkutnictwem.